# OHL 2017/18
Die OHL-Saison 2017/18 war die 38. Spielzeit der Ontario Hockey League. Die reguläre Saison begann am 21. September 2017 und endete am 18. März 2018 mit dem Gewinn der Hamilton Spectator Trophy durch die Sault Ste. Marie Greyhounds. Anschließend wurden vom 22. März 2018 bis zum 13. Mai 2018 die Playoffs um den J. Ross Robertson Cup ausgetragen, in deren Finale sich die Hamilton Bulldogs mit 4:2 gegen die Sault Ste. Marie Greyhounds durchsetzten.

## Reguläre Saison

### Platzierungen
Abkürzungen: GP = Spiele, W = Siege, L = Niederlagen, OTL = Niederlage nach Overtime, SOL = Niederlage nach Shootout, GF = Erzielte Tore, GA = Gegentore, Pts = Punkte

Erläuterungen:   = Playoff-Qualifikation,  = Division-Sieger,  = Conference-Sieger,  = Hamilton-Spectator-Trophy-Gewinner

#### Eastern Conference
|                        | GP | W  | L  | OTL | SOL | GF  | GA  | Pts |
| ---------------------- | -- | -- | -- | --- | --- | --- | --- | --- |
| Hamilton Bulldogs      | 68 | 43 | 18 | 4   | 3   | 252 | 207 | 93  |
| Barrie Colts           | 68 | 42 | 21 | 4   | 1   | 297 | 229 | 89  |
| Kingston Frontenacs    | 68 | 36 | 23 | 6   | 3   | 243 | 202 | 81  |
| Niagara IceDogs        | 68 | 35 | 23 | 7   | 3   | 240 | 235 | 80  |
| Oshawa Generals        | 68 | 36 | 29 | 3   | 0   | 250 | 243 | 75  |
| North Bay Battalion    | 68 | 30 | 28 | 7   | 3   | 213 | 237 | 70  |
| Mississauga Steelheads | 68 | 33 | 32 | 1   | 2   | 251 | 250 | 69  |
| Ottawa 67’s            | 68 | 30 | 29 | 6   | 3   | 225 | 260 | 69  |
| Peterborough Petes     | 68 | 23 | 39 | 3   | 3   | 222 | 283 | 52  |
| Sudbury Wolves         | 68 | 17 | 42 | 9   | 0   | 197 | 291 | 43  |

#### Western Conference
|                             | GP | W  | L  | OTL | SOL | GF  | GA  | Pts |
| --------------------------- | -- | -- | -- | --- | --- | --- | --- | --- |
| Sault Ste. Marie Greyhounds | 68 | 55 | 7  | 3   | 3   | 317 | 186 | 116 |
| Sarnia Sting                | 68 | 46 | 17 | 4   | 1   | 299 | 213 | 97  |
| Kitchener Rangers           | 68 | 43 | 21 | 3   | 1   | 246 | 218 | 90  |
| Owen Sound Attack           | 68 | 38 | 22 | 3   | 5   | 289 | 247 | 84  |
| London Knights              | 68 | 39 | 25 | 2   | 2   | 233 | 212 | 82  |
| Windsor Spitfires           | 68 | 32 | 30 | 4   | 2   | 214 | 224 | 70  |
| Guelph Storm                | 68 | 30 | 29 | 5   | 4   | 228 | 263 | 69  |
| Saginaw Spirit              | 68 | 29 | 30 | 9   | 0   | 196 | 238 | 67  |
| Erie Otters                 | 68 | 23 | 35 | 7   | 3   | 220 | 270 | 56  |
| Flint Firebirds             | 68 | 20 | 43 | 3   | 2   | 194 | 316 | 45  |

### Beste Scorer
Abkürzungen: GP = Spiele, G = Tore, A = Assists, Pts = Punkte, +/− = Plus/Minus, PIM = Strafminuten; Fett: Bestwert
| Spieler         | Team                           | GP | G  | A  | Pts | +/– | PIM |
| --------------- | ------------------------------ | -- | -- | -- | --- | --- | --- |
| Aaron Luchuk    | Windsor Spitfires Barrie Colts | 68 | 50 | 65 | 115 | +27 | 8   |
| Morgan Frost    | Sault Ste. Marie Greyhounds    | 67 | 42 | 70 | 112 | +70 | 56  |
| Jordan Kyrou    | Sarnia Sting                   | 56 | 39 | 70 | 109 | +26 | 22  |
| Nick Suzuki     | Owen Sound Attack              | 64 | 42 | 58 | 100 | +30 | 18  |
| Dmitri Sokolow  | Sudbury Wolves Barrie Colts    | 64 | 50 | 46 | 96  | +3  | 18  |
| Sam Miletic     | London Knights Niagara IceDogs | 63 | 36 | 56 | 92  | +24 | 24  |
| Jason Robertson | Kingston Frontenacs            | 68 | 41 | 46 | 87  | +8  | 36  |
| Evan Bouchard   | London Knights                 | 67 | 25 | 62 | 87  | +23 | 54  |
| Adam Mascherin  | Kitchener Rangers              | 67 | 40 | 46 | 86  | +14 | 20  |
| Boris Katchouk  | Sault Ste. Marie Greyhounds    | 58 | 42 | 43 | 85  | +53 | 30  |

### Beste Torhüter
Die kombinierte Tabelle zeigt die jeweils drei besten Torhüter in den Kategorien Gegentorschnitt und Fangquote sowie die jeweils Führenden in den Kategorien Shutouts und Siege.
Abkürzungen: GP = Spiele, Min = Eiszeit (in Minuten), W = Siege, L = Niederlagen, OTL = Overtime/Shootout-Niederlagen, GA = Gegentore, SO = Shutouts, Sv% = gehaltene Schüsse (in %), GAA = Gegentorschnitt; Fett: Bestwert; Sortiert nach Gegentorschnitt. Erfasst werden nur Torhüter mit 1632 absolvierten Spielminuten.
| Spieler          | Team                             | GP | Min  | W  | L  | OTL | GA  | SO | Sv%  | GAA  |
| ---------------- | -------------------------------- | -- | ---- | -- | -- | --- | --- | -- | ---- | ---- |
| Matthew Villalta | Sault Ste. Marie Greyhounds      | 49 | 2904 | 40 | 5  | 2   | 125 | 3  | 90,8 | 2,58 |
| Jeremy Helvig    | Kingston Frontenacs              | 56 | 3318 | 31 | 16 | 6   | 148 | 2  | 91,6 | 2,68 |
| Michael DiPietro | Windsor Spitfires                | 56 | 3267 | 29 | 21 | 3   | 152 | 7  | 91,0 | 2,79 |
| Justin Fazio     | Sarnia Sting                     | 51 | 3054 | 37 | 11 | 3   | 145 | 2  | 91,8 | 2,85 |
| Mario Culina     | Sudbury Wolves Kitchener Rangers | 30 | 1722 | 15 | 11 | 2   | 83  | 2  | 91,3 | 2,89 |

## Playoffs

### Playoff-Baum
|  | Conference-Viertelfinale                              | Conference-Viertelfinale | Conference-Viertelfinale    |                    | Conference-Halbfinale       | Conference-Halbfinale | Conference-Halbfinale |                   |                             | Conference-Finale | Conference-Finale | Conference-Finale |  |  | J.-Ross-Robertson-Cup-Finale | J.-Ross-Robertson-Cup-Finale | J.-Ross-Robertson-Cup-Finale |
|  |                                                       |                          |                             |                    |                             |                       |                       |                   |                             |                   |                   |                   |  |  |                              |                              |                              |
|  | 1                                                     | Hamilton Bulldogs        | 4                           |                    | 1                           | Hamilton Bulldogs     | 4                     |                   |                             |                   |                   |                   |  |  |                              |                              |                              |
|  | 8                                                     | Ottawa 67’s              | 1                           | 4                  | Niagara IceDogs             | 1                     |                       |                   |                             |                   |                   |                   |  |  |                              |                              |                              |
|  |                                                       |                          |                             |                    |                             |                       |                       |                   |                             |                   |                   |                   |  |  |                              |                              |                              |
|  | 2                                                     | Barrie Colts             | 4                           | Eastern Conference | Eastern Conference          | Eastern Conference    |                       |                   |                             |                   |                   |                   |  |  |                              |                              |                              |
|  | 7                                                     | Mississauga Steelheads   | 2                           |                    |                             |                       |                       |                   |                             |                   |                   |                   |  |  |                              |                              |                              |
|  | 7                                                     | Mississauga Steelheads   | 2                           | 1                  | Hamilton Bulldogs           | 4                     |                       |                   |                             |                   |                   |                   |  |  |                              |                              |                              |
|  |                                                       |                          |                             | 1                  | Hamilton Bulldogs           | 4                     |                       |                   |                             |                   |                   |                   |  |  |                              |                              |                              |
|  |                                                       | 3                        | Kingston Frontenacs         | 1                  |                             |                       |                       |                   |                             |                   |                   |                   |  |  |                              |                              |                              |
|  | 3                                                     | 3                        | Kingston Frontenacs         | 1                  | Kingston Frontenacs         | 4                     |                       |                   |                             |                   |                   |                   |  |  |                              |                              |                              |
|  | 3                                                     |                          |                             |                    | Kingston Frontenacs         | 4                     |                       |                   |                             |                   |                   |                   |  |  |                              |                              |                              |
|  | 6                                                     | North Bay Battalion      | 1                           |                    |                             |                       |                       |                   |                             |                   |                   |                   |  |  |                              |                              |                              |
|  |                                                       |                          |                             |                    |                             |                       |                       |                   |                             |                   |                   |                   |  |  |                              |                              |                              |
|  | 4                                                     | Niagara IceDogs          | 4                           | 2                  | Barrie Colts                | 2                     |                       |                   |                             |                   |                   |                   |  |  |                              |                              |                              |
|  | 5                                                     | Oshawa Generals          | 1                           | 3                  | Kingston Frontenacs         | 4                     |                       |                   |                             |                   |                   |                   |  |  |                              |                              |                              |
|  | 5                                                     | Oshawa Generals          | 1                           | 3                  | Kingston Frontenacs         | 4                     | E1                    | Hamilton Bulldogs | 4                           |                   |                   |                   |  |  |                              |                              |                              |
|  | (Die Teams werden nach der ersten Runde neu gesetzt.) |                          |                             |                    |                             |                       | E1                    | Hamilton Bulldogs | 4                           |                   |                   |                   |  |  |                              |                              |                              |
|  |                                                       | W1                       | Sault Ste. Marie Greyhounds | 2                  |                             |                       |                       |                   |                             |                   |                   |                   |  |  |                              |                              |                              |
|  | 1                                                     | W1                       | Sault Ste. Marie Greyhounds | 2                  | Sault Ste. Marie Greyhounds | 4                     |                       | 1                 | Sault Ste. Marie Greyhounds | 4                 |                   |                   |  |  |                              |                              |                              |
|  | 1                                                     |                          |                             |                    | Sault Ste. Marie Greyhounds | 4                     |                       | 1                 | Sault Ste. Marie Greyhounds | 4                 |                   |                   |  |  |                              |                              |                              |
|  | 8                                                     | Saginaw Spirit           | 0                           | 4                  | Owen Sound Attack           | 3                     |                       |                   |                             |                   |                   |                   |  |  |                              |                              |                              |
|  |                                                       |                          |                             |                    |                             |                       |                       |                   |                             |                   |                   |                   |  |  |                              |                              |                              |
|  | 2                                                     | Kitchener Rangers        | 4                           |                    |                             |                       |                       |                   |                             |                   |                   |                   |  |  |                              |                              |                              |
|  | 7                                                     | Guelph Storm             | 2                           |                    |                             |                       |                       |                   |                             |                   |                   |                   |  |  |                              |                              |                              |
|  | 7                                                     | Guelph Storm             | 2                           | 1                  | Sault Ste. Marie Greyhounds | 4                     |                       |                   |                             |                   |                   |                   |  |  |                              |                              |                              |
|  |                                                       |                          |                             | 1                  | Sault Ste. Marie Greyhounds | 4                     |                       |                   |                             |                   |                   |                   |  |  |                              |                              |                              |
|  |                                                       | 2                        | Kitchener Rangers           | 3                  |                             |                       |                       |                   |                             |                   |                   |                   |  |  |                              |                              |                              |
|  | 3                                                     | 2                        | Kitchener Rangers           | 3                  | Sarnia Sting                | 4                     |                       |                   |                             |                   |                   |                   |  |  |                              |                              |                              |
|  | 3                                                     |                          |                             |                    | Sarnia Sting                | 4                     |                       |                   |                             |                   |                   |                   |  |  |                              |                              |                              |
|  | 6                                                     | Windsor Spitfires        | 2                           | Western Conference | Western Conference          | Western Conference    |                       |                   |                             |                   |                   |                   |  |  |                              |                              |                              |
|  |                                                       |                          |                             |                    |                             |                       |                       |                   |                             |                   |                   |                   |  |  |                              |                              |                              |
|  | 4                                                     | Owen Sound Attack        | 4                           | 2                  | Kitchener Rangers           | 4                     |                       |                   |                             |                   |                   |                   |  |  |                              |                              |                              |
|  | 5                                                     | London Knights           | 0                           | 3                  | Sarnia Sting                | 2                     |                       |                   |                             |                   |                   |                   |  |  |                              |                              |                              |

### J.-Ross-Robertson-Cup-Sieger
| J.-Ross-Robertson-Cup-Sieger: Hamilton Bulldogs | Torhüter: Nick Donofrio, Kaden Fulcher Verteidiger: Benjamin Gleason, Jack Hanley, Kade Landry, Justin Lemcke, Nicolas Mattinen, Riley Stillman, Connor Walters Angreifer: William Bitten, Owen Burnell, Nicholas Caamano, MacKenzie Entwistle, Ben Garagan, Zachary Jackson, Arthur Kaliyev, Ryan Moore, Jake Murray, Issac Nurse, Brandon Saigeon, Matthew Strome, Marián Studenič, Robert Thomas, Liam Van Loon Cheftrainer: John Gruden |

### Beste Scorer
Abkürzungen: GP = Spiele, G = Tore, A = Assists, Pts = Punkte, +/− = Plus/Minus, PIM = Strafminuten; Fett: Bestwert
| Spieler         | Team                        | GP | G  | A  | Pts | +/– | PIM |
| --------------- | --------------------------- | -- | -- | -- | --- | --- | --- |
| Boris Katchouk  | Sault Ste. Marie Greyhounds | 24 | 19 | 18 | 37  | +7  | 8   |
| Taylor Raddysh  | Sault Ste. Marie Greyhounds | 24 | 13 | 21 | 34  | −6  | 14  |
| Robert Thomas   | Hamilton Bulldogs           | 21 | 12 | 20 | 32  | +12 | 14  |
| Morgan Frost    | Sault Ste. Marie Greyhounds | 24 | 10 | 19 | 29  | −4  | 26  |
| Logan Brown     | Kitchener Rangers           | 19 | 5  | 22 | 27  | +12 | 6   |
| Kole Sherwood   | Kitchener Rangers           | 19 | 14 | 12 | 26  | +5  | 30  |
| Ryan Moore      | Hamilton Bulldogs           | 21 | 8  | 18 | 26  | +12 | 30  |
| Brandon Saigeon | Hamilton Bulldogs           | 21 | 18 | 7  | 25  | +10 | 10  |
| Adam Mascherin  | Kitchener Rangers           | 19 | 9  | 15 | 24  | +7  | 16  |
| Gabriel Vilardi | Kingston Frontenacs         | 16 | 11 | 11 | 22  | +4  | 14  |

Die beste Plus/Minus-Statistik erreichten Riley Stillman und Marián Studenič von den Hamilton Bulldogs mit einem Wert von jeweils +19.

### Beste Torhüter
Die kombinierte Tabelle zeigt die jeweils drei besten Torhüter in den Kategorien Gegentorschnitt und Fangquote sowie die jeweils Führenden in den Kategorien Shutouts und Siege.
Abkürzungen: GP = Spiele, Min = Eiszeit (in Minuten), W = Siege, L = Niederlagen, OTL = Overtime/Shootout-Niederlagen, GA = Gegentore, SO = Shutouts, Sv% = gehaltene Schüsse (in %), GAA = Gegentorschnitt; Fett: Bestwert; Sortiert nach Gegentorschnitt. Erfasst werden nur Torhüter mit 222 absolvierten Spielminuten.
| Spieler          | Team                        | GP | Min  | W  | L | OTL | GA | SO | Sv%  | GAA  |
| ---------------- | --------------------------- | -- | ---- | -- | - | --- | -- | -- | ---- | ---- |
| Kaden Fulcher    | Hamilton Bulldogs           | 21 | 1290 | 16 | 3 | 2   | 58 | 0  | 90,5 | 2,70 |
| Mario Culina     | Kitchener Rangers           | 19 | 1161 | 11 | 5 | 2   | 54 | 1  | 91,7 | 2,79 |
| Stephen Dhillon  | Niagara IceDogs             | 10 | 621  | 5  | 3 | 2   | 29 | 0  | 92,4 | 2,80 |
| Michael DiPietro | Windsor Spitfires           | 6  | 342  | 2  | 4 | 0   | 16 | 0  | 93,4 | 2,81 |
| Matthew Villalta | Sault Ste. Marie Greyhounds | 24 | 1416 | 14 | 7 | 2   | 78 | 1  | 89,3 | 3,30 |

## Auszeichnungen

### All-Star-Teams
| First All-Star-Team |                                              |
| Angriff:            | Boris Katchouk – Morgan Frost – Jordan Kyrou |
| Verteidigung:       | Evan Bouchard – Nicolas Hague                |
| Tor:                | Michael DiPietro                             |
| Trainer:            | Drew Bannister                               |

| Second All-Star-Team |                                             |
| Angriff:             | Sam Miletic – Aaron Luchuk – Taylor Raddysh |
| Verteidigung:        | Sean Durzi – Conor Timmins                  |
| Tor:                 | Jeremy Helvig                               |
| Trainer:             | Dale Hawerchuk                              |

| Third All-Star-Team |                                                    |
| Angriff:            | Adam Mascherin – Gabriel Vilardi – Jason Robertson |
| Verteidigung:       | Cam Dineen – Joey Keane                            |
| Tor:                | Matthew Villalta                                   |
| Trainer:            | Trevor Letowski                                    |

### All-Rookie-Teams
| First All-Rookie-Team |                                                  |
| Angriff:              | Blade Jenkins – Cam Hillis – Andrei Swetschnikow |
| Verteidigung:         | Alec Regula – Rasmus Sandin                      |
| Tor:                  | Mack Guzda                                       |

| Second All-Rookie-Team |                                            |
| Angriff:               | Maxim Golod – Ryan Suzuki – Arthur Kaliyev |
| Verteidigung:          | Mitchell Brewer – Nico Gross               |
| Tor:                   | Jordan Kooy                                |

### Vergebene Trophäen
| Auszeichnung                                  | Auszeichnung                   | Team                           |
| --------------------------------------------- | ------------------------------ | ------------------------------ |
| J. Ross Robertson Cup                         | J. Ross Robertson Cup          | Hamilton Bulldogs              |
| Hamilton Spectator Trophy                     | Hamilton Spectator Trophy      | Sault Ste. Marie Greyhounds    |
| Bobby Orr Trophy                              | Bobby Orr Trophy               | Hamilton Bulldogs              |
| Wayne Gretzky Trophy                          | Wayne Gretzky Trophy           | Sault Ste. Marie Greyhounds    |
| Emms Trophy                                   | Emms Trophy                    | Barrie Colts                   |
| Leyden Trophy                                 | Leyden Trophy                  | Hamilton Bulldogs              |
| Holody Trophy                                 | Holody Trophy                  | Kitchener Rangers              |
| Bumbacco Trophy                               | Bumbacco Trophy                | Sault Ste. Marie Greyhounds    |
| Auszeichnung                                  | Spieler                        | Team                           |
| Red Tilson Trophy                             | Jordan Kyrou                   | Sarnia Sting                   |
| Eddie Powers Memorial Trophy                  | Aaron Luchuk                   | Windsor Spitfires Barrie Colts |
| Matt Leyden Trophy                            | Drew Bannister                 | Sault Ste. Marie Greyhounds    |
| Jim Mahon Memorial Trophy                     | Jordan Kyrou                   | Sarnia Sting                   |
| Max Kaminsky Trophy                           | Nicolas Hague                  | Mississauga Steelheads         |
| OHL Goaltender of the Year                    | Michael DiPietro               | Windsor Spitfires              |
| Jack Ferguson Award                           | Quinton Byfield                | Sudbury Wolves                 |
| Dave Pinkney Trophy                           | Matthew Villalta Tyler Johnson | Sault Ste. Marie Greyhounds    |
| Emms Family Award                             | Andrei Swetschnikow            | Barrie Colts                   |
| F. W. „Dinty“ Moore Trophy                    | Jordan Kooy                    | London Knights                 |
| Dan Snyder Memorial Trophy                    | Garrett McFadden               | Guelph Storm                   |
| William Hanley Trophy                         | Nick Suzuki                    | Owen Sound Attack              |
| Leo Lalonde Memorial Trophy                   | Aaron Luchuk                   | Barrie Colts                   |
| Bobby Smith Trophy                            | Barrett Hayton                 | Sault Ste. Marie Greyhounds    |
| Roger Neilson Memorial Award                  | Stephen Gibson                 | Mississauga Steelheads         |
| Ivan Tennant Memorial Award                   | Mack Guzda                     | Owen Sound Attack              |
| Mickey Renaud Captain’s Trophy                | Justin Lemcke                  | Hamilton Bulldogs              |
| Wayne Gretzky 99 Award                        | Robert Thomas                  | Hamilton Bulldogs              |
| Ken Bodendistel Character Award for Officials | Kevin Hastings                 |                                |